# Nationaal park Teijo
Nationaal park Teijo (Fins: Teijon kansallispuisto/ Zweeds: Tykö nationalpark) is een nationaal park in Varsinais-Suomi in Finland. Het park werd opgericht in 2015 en is 34 vierkante kilometer groot. Het landschap bestaat uit bossen, meren, moerassen en een zeebaai. 